# Herbert Gentry
Herbert Gentry, född 17 juli 1919 i Pittsburgh, död 8 september 2003 i Stockholm, var en afroamerikansk konstnär. 
| ”                           | Hans konst är musikalisk, men den är inte målad jazz. Den har rytm, klangfärg, det tränger in i sinnena medan den talar om samvaro, samband och tillvaro | „ |
| – Professor Sven Sandström, | |   |

Gentry växte upp i Harlem i New York City, där hans mor tillhörde Harlemrenässansens kretsar.
- 1938-1942   Studier vid New York University, och vid W.P.A. Konstskolan i New York.
- 1942-1945   Militärtjänstgöring i Nordafrika, Korsika, Frankrike och Tyskland
- 1946-1949   Studier i Paris: École des Hautes Études och Acadèmie de la Grande Chaumiére

Under sin levnad verkade Gentry främst i Paris, Stockholm och New York och anses allmänt  tillhöra Cobra-gruppen, eller "som släkt med Dubuffets och COBRA-Kretsens måleri, men som också är mycket Amerikansk och växte från en tidig del av den nya expressionismen i USA."  Herbert Gentry finns representerad på ett femtontal nationalmuseer i Europa och USA och hade under sin livstid ett femtiotal utställningar i en rad länder.